# José Carlos Trigo
José Carlos Trigo (Cochabamba, 26 de agosto de 1929-11 de agosto de 2020) fue un futbolista y entrenador boliviano.

## Biografía
Nació en 1929 en Cochabamba, Bolivia. A los 15 años inició su vida como futbolista en el Club Olimpia de Cochabamba, posteriormente paso a Veltzé, Aurora y Wilstermann. En Wilstermann logró 4 títulos nacionales 1957-58-59-60. A los 33 años dejó el fútbol y se convirtió en entrenador de fútbol. Debutó como Ayudante de campo de Danilo Alvin durante el Campeonato Sudamericano 1963, donde Bolivia logró el campeonato, posteriormente se hizo cargo de la selección Boliviana en 4 oportunidades y de la selección sub-20 en 2 oportunidades, dirigió también a la Selección de Fútbol de Cochabamba durante 1 década (1965-1975). A nivel de clubes dirigió a Wilstermann obteniendo 4 títulos nacionales (1967, 1972, 1973, 1981). También dirigió a Bata, Aurora y Litoral. Es Técnico FIFA desde 1981, además de ser miembro de los técnicos afiliados a la Asociación del Fútbol Argentino, la Federación Paraguaya de Fútbol y la Unión Latinoamericana de Entrenadores. En Wilstermann jugó 12 veces la Copa Libertadores, tanto como futbolista y como entrenador. Su hijo Juan Carlos Trigo fue también futbolista, así como sus nietos Bernardo Aguirre Trigo y Gustavo Aguirre Trigo.

## Selección nacional
| Selección                      | Tiempo      | PJ |
| ------------------------------ | ----------- | -- |
| Selección de fútbol de Bolivia | 1967 y 1972 | 11 |

## Clubes

### Como jugador
| Club                  | País    | Año         |
| --------------------- | ------- | ----------- |
| Olimpia de Cochabamba | Bolivia | 1944 - 1946 |
| Veltzé                | Bolivia | 1947 - 1952 |
| Aurora                | Bolivia | 1953        |
| Joaquín Maldonado     | Bolivia | 1954        |
| Jorge Wilstermann     | Bolivia | 1955 - 1962 |

### Asistente
| Club                 | País    | Asistente de | Año  |
| -------------------- | ------- | ------------ | ---- |
| Selección de Bolivia | Bolivia | Danilo Alvim | 1963 |

### Como entrenador
| Club              | País    | Año         |
| ----------------- | ------- | ----------- |
| Veltzé            | Bolivia | 1965        |
| Jorge Wilstermann | Bolivia | 1967        |
| Jorge Wilstermann | Bolivia | 1972 - 1973 |
| Jorge Wilstermann | Bolivia | 1981        |
| Aurora            | Bolivia | 1987        |

## Palmarés

### Como jugador
Títulos nacionales
| Título           | Club              | País    | Año  |
| ---------------- | ----------------- | ------- | ---- |
| Primera División | Jorge Wilstermann | Bolivia | 1957 |
| Primera División | Jorge Wilstermann | Bolivia | 1958 |
| Primera División | Jorge Wilstermann | Bolivia | 1959 |
| Primera División | Jorge Wilstermann | Bolivia | 1960 |

### Como asistente
Títulos internacionales
| Título                  | Club                 | Sede    | Año  |
| ----------------------- | -------------------- | ------- | ---- |
| Campeonato Sudamericano | Selección de Bolivia | Bolivia | 1963 |

### Como entrenador
Títulos nacionales
| Título           | Club              | País    | Año  |
| ---------------- | ----------------- | ------- | ---- |
| Primera División | Jorge Wilstermann | Bolivia | 1967 |
| Primera División | Jorge Wilstermann | Bolivia | 1972 |
| Primera División | Jorge Wilstermann | Bolivia | 1973 |
| Primera División | Jorge Wilstermann | Bolivia | 1981 |

Títulos internacionales
| Título                 | Club                 | Sede      | Año  |
| ---------------------- | -------------------- | --------- | ---- |
| VI Juegos Bolivarianos | Selección de Bolivia | Venezuela | 1970 |